# Pokémon Jet

Due Pokémon Jet di All Nippon Airways, marzo 2006

Pokémon Jet (ポケモンジェット?, Pokemon jetto) è un termine che fa riferimento a una serie di aeromobili utilizzati dalla compagnia aerea giapponese All Nippon Airways con una livrea promozionale Pokémon. Gli esterni dell'aereo sono dipinti con immagini di vari Pokémon e gli interni sono decorati a tema Pokémon.

## Storia
Dopo la comparsa dei Pokémon nel 1996 e la nascita del fenomeno ad essi legato, All Nippon Airways svelò i primi Pokémon Jet il 1º luglio 1998, in concomitanza con l'uscita di Pokémon il film - Mewtwo colpisce ancora. I primi due ad essere svelati furono un Boeing 747-400D (JA8965) e un Boeing 767-300 (JA8569), e ognuno mostrava un numero degli allora 151 Pokémon, incluso Pikachu. A causa della popolarità riscossa dall'aereo, un secondo 767 fu presentato poche settimane dopo. I tre velivoli vennero introdotti su numerosi voli nazionali in Giappone. Un quarto aereo, un Boeing 747-400, venne dipinto con una livrea Pokémon nel febbraio 1999 e fu messo in servizio sulla rete nordamericana della compagnia aerea. L'aereo era identico ai tre aerei precedenti,  ma le lettere ANA erano poste sullo stabilizzatore verticale, e operò il suo primo volo all'aeroporto internazionale JFK di New York City il 24 febbraio 1999.
All Nippon Airways ha annunciato nel marzo 1999 che un quinto aereo sarebbe stato dipinto a tema Pokémon e tenne un concorso rivolto ai bambini di età compresa tra i sei e i dodici anni. L'annuncio era stato programmato per coincidere con l'uscita di Pokémon 2 - La forza di uno in Giappone nell'estate del 1999. Il progetto vincitore venne annunciato ad Osaka il 20 giugno 1999 su un Boeing 747-400D (JA8964), con lo stesso design che appare poco dopo su due Boeing 767-300 (JA8288 e JA8357).
Nel 2011, un Boeing 777-300 (JA754A) venne realizzato in stile Pokémon Nero e Bianco. All Nippon Airways aveva originariamente deisderato consentire ai bambini di votare il design della livrea anche per questo Pokémon Jet, ma l'evento fu annullato a causa del terremoto e dello tsunami di Tōhoku del 2011. L'aereo fu poi soprannominato Peace Jet, poiché il design della livrea selezionato intendeva esprimere il desiderio di un mondo pieno di pace.  Questo Pokémon Jet è stato messo in servizio sulla rete domestica della compagnia aerea il 18 luglio 2011, appena due giorni dopo l'uscita di Il film Pokémon: Nero - Victini e Reshiram e Bianco - Victini e Zekrom nelle sale cinematografiche in Giappone.
L'8 ottobre 2013, JA8956 e JA8957 sono stati ritirati simultaneamente come parte del piano della compagnia aerea di ritirare tutti i Boeing 747, lasciando JA754A l'unico Pokémon Jet in servizio.
Il 14 aprile 2016,  anche quest'ultimo è stato rimosso.
Il 19 dicembre 2020, Solaseed Air ha ha inaugurato un Boeing 737-800 (JA812X) con una livrea in stile Exeggutor, rendendolo il primo aereo Boeing a presentare una singola specie di Pokémon, piuttosto che un gruppo. Solaseed Air ha sede presso l'aeroporto di Miyazaki nella città di Miyazaki, Prefettura di Miyazaki, Giappone; che ha reso Exeggutor il suo "Pokémon di supporto" ufficiale nell'ottobre 2020.

## Accoglienza
I passeggeri dei Pokémon Jet ricevevano un trattamento in stile Pokémon completo. L'aereo e l'equipaggio di volo erano addobbati con temi Pokémon, inclusi poggiatesta, uniformi degli assistenti di volo, contenitori di cibo, intrattenimento in volo e borse souvenir. All Nippon Airways ha riferito di aver registrato un aumento del numero di passeggeri trasportati a causa dell'utilizzo dei Pokémon Jet.

## Elenco dei Pokémon Jet
| Aereo           | Codice | Anno          | Anno di rimozione della livrea | Data del ritiro | Babordo                                                                            | Tribordo                                                                                            |
| --------------- | ------ | ------------- | ------------------------------ | --------------- | ---------------------------------------------------------------------------------- | --------------------------------------------------------------------------------------------------- |
| Boeing 747-400D | JA8965 | 1998          | 2001                           | Giugno 2013     | Clefairy, Pikachu, Togepi, Mew, Mewtwo, Snorlax                                    | Jigglypuff, Pikachu, Psyduck, Squirtle, Bulbasaur                                                   |
| Boeing 767-300  | JA8569 | 1998          | 2001                           | Dicembre 2018   | Clefairy, Pikachu, Togepi, Mew, Mewtwo, Snorlax                                    | Jigglypuff, Pikachu, Psyduck, Squirtle, Bulbasaur                                                   |
| Boeing 767-300  | JA8578 | 1998          | 2001                           | Agosto 2017     | Clefairy, Pikachu, Togepi, Mew, Mewtwo, Snorlax                                    | Jigglypuff, Pikachu, Psyduck, Squirtle, Bulbasaur                                                   |
| Boeing 747-400  | JA8962 | 1999          | 2006                           | 2010            | Clefairy, Pikachu, Togepi, Mew, Mewtwo, Snorlax                                    | Jigglypuff, Pikachu, Psyduck, Squirtle, Bulbasaur                                                   |
| Boeing 747-400D | JA8964 | 1999          | 2006                           | 2011            | Pikachu, Marill, Dratini, Lapras, Slowpoke, Horsea                                 | Togepi, Pikachu, Jigglypuff, Ledyba, Elekid, Meowth                                                 |
| Boeing 767-300  | JA8288 | 1999          | 2006                           | Settembre 2014  | Pikachu, Marill, Dratini, Lapras, Slowpoke, Horsea                                 | Togepi, Pikachu, Jigglypuff, Ledyba, Elekid, Meowth                                                 |
| Boeing 767-300  | JA8357 | 1999          | 2006                           | Febbraio 2016   | Pikachu, Marill, Dratini, Lapras, Slowpoke, Horsea                                 | Togepi, Pikachu, Jigglypuff, Ledyba, Elekid, Meowth                                                 |
| Boeing 747-400D | JA8957 | Maggio 2004   | Ottobre 2013                   | Novembre 2013   | Celebi, Plusle, Minun, Deoxys, Torchic, Munchlax, Jirachi, Latios, Latias, Pikachu | Mew, fratelli Pichu, Treecko, Mudkip, Meowth, Lugia, Entei, Pikachu                                 |
| Boeing 747-400D | JA8956 | Novembre 2004 | Ottobre 2013                   | Novembre 2013   | Pikachu, fratelli Pichu, Mew, Wynaut, Azurill, Castform, Bellossom, Pikachu        | Pikachu, Minun, Plusle, Skiploom, Oddish, Igglybuff, Trapinch, Skiploom, Munchlax, Roselia, Pikachu |
| Boeing 777-300  | JA754A | 2011          | Maggio 2016                    | N/A             | Oshawott, Pikachu, Victini, Zekrom, Darumaka, Pansage, Scraggy, Pikachu            | Tepig, Pikachu, Snivy, Reshiram, Meowth, Axew, Munna, Pikachu                                       |
| Boeing 737-86N  | JA812X | Dicembre 2020 | N/A                            | N/A             | Exeggutor forma di Alola                                                           | Exeggutor                                                                                           |